# Yvonne Thivet
Pour les articles homonymes, voir Thivet (homonyme).
Yvonne Thivet, née le 4 février 1888 à Paris et morte le 5 février 1972 à Sevran, est une peintre française.

## Biographie
Yvonne Marcelle Thivet est la fille de Étienne Léon Thivet, peintre, et Eugénie Dreux.
Elle épouse à Paris en 1927, Albert Berbegier, publiciste médical.
Elle est morte en 1972, à l'âge de 84 ans à Sevran.